# Jimmy Jansson (musiker)
Erik Robert Jimmy Jansson, född 17 september 1985 i Hagfors, Värmlands län, är en svensk musiker, låtskrivare och musikproducent. 

## Biografi
I grundskolans årskurs 6 startade Jansson sin första grupp, ZlipZ, men den existerade bara en kort tid. I grundskolans årskurs 7 startade han en ny grupp, Poets. Poets fick några spelningar i Värmland och även en spelning i Florida.
År 2002 medverkade han med Poets i Melodifestivalen 2002, med melodin "What Difference Does It Make?", men de åkte ur tävlingen innan finalen. Samma år sjöng han låten "Jag finns kvar" i den svenska versionen av Disneys Skattkammarplaneten.
Som soloartist fick Jansson sitt genombrott i dokusåpan Fame Factory 2003. År 2004 släpptes debutsingeln Godmorgon världen som sålde guld. Han deltog sedan även i Melodifestivalen 2005 med melodin Vi kan gunga, också den sålde guld. Den 10 februari 2007 startade han i Melodifestivalen 2007 med melodin "Amanda". Den gick vidare till andra chansen, men han åkte sedan ut mot Sanna Nielsen i kvartsfinal.
Jansson var sångare/låtskrivare i det svenska bandet Sveakafé. År 2010 släppte han sin singel "Ditt Hjärta". Han skrev två låtar till Melodifestivalen 2014, Janet Leons låt "Hollow" och Elisa Lindströms låt "Casanova". Han var även en av låtskrivarna till låten "Unbelievable" som Lisa Ajax vann med i Idol 2014.
Till Melodifestivalen 2015, skrev och producerade Jansson två låtar, "One by One" och "Hello Hi", och han har på liknande sätt medverkat med olika bidrag i de följande Melodifestivalerna. Fram till och med 2024 hade han sammanlagt skrivit 35 bidrag till Melodifestivalen varav ett tiotal gått till final och en vunnit både Melodifestivalen och Eurovision Song Contest. Jansson var en av låtskrivarna och producenterna bakom Loreens låt "Tattoo", som vann både Melodifestivalen 2023 och Eurovision Song Contest 2023.

## Familj
Jimmy Jansson har en son, Vilmer, född 2007, tillsammans med sångerskan Sandra Dahlberg. De separerade i början av 2010. I december 2022 släppte sonen Vilmer en raplåt vid namn "All In", under artistnamnet Ville.

## Diskografi
Album
- 2004 – Flickan från det blå
- 2005 – Som en blixt
- 2007 – Sån e jag

Singlar
- 2004 – "Godmorgon världen2 / "Someday Somehow"
- 2004 – "Som sommaren"
- 2004 – "Flickan från det blå"
- 2005 – "Vi kan gunga" / "Du har förlorat"
- 2005 – "En underbar refräng"
- 2007 – Svenska versionen av "I'm still here" från filmen Skattkammarplaneten
- 2007 – "Amanda" / "Vild & Vacker"
- 2007 – "Överallt"
- 2009 – "För din skull" (Sveakafé)
- 2010 – "Ditt hjärta" (Jimmy)
- 2011 – "Jag och Bruce Springsteen" (Jimmy)
- 2013 – "Black Widow Spider (TopCats) / "Save Me" / "Soma ke psihi" (Helena Paparizou)
- 2014 – "Unbelieveble" (Lisa Ajax)
- 2015 – "Cherrygum" / "Upsy Daisy" (Dolly Style) / "Taste Your Love" (Dinah Nah) / "Rooftop" (Bracelet)
- 2016 – "Stevie Wonder" (Robin Bengtsson) / "Breakaway" (Bracelet)
- 2016 – "Nu lagar vi julen" (Edward Blom)

## Melodifestivalbidrag
| MF   | Låt                      | Artist                        | Text/musik                                                                                                 | Placering                 |
| ---- | ------------------------ | ----------------------------- | --- | ------------------------- |
| 2005 | Vi kan gunga             | Jimmy Jansson                 | Niklas Edberger (t/m), Johan Fransson (t/m), Tim Larsson (t/m), Tobias Lundgren (t/m)                      | 6:e plats                 |
| 2007 | Amanda                   | Jimmy Jansson                 | Thomas G:son (t/m), Jimmy Jansson (t/m)                                                                    | 6:e plats (andra chansen) |
| 2014 | Casanova                 | Elisa Lindström               | Ingela ”Pling” Forsman (t), Bobby Ljunggren (m), Jimmy Jansson (m)                                         | 5:e plats (utslagen)      |
| 2014 | Hollow                   | Janet Leon                    | Karl-Ola Kjellholm (t/m), Jimmy Jansson (t/m), Louise Winter (t/m)                                         | 8:e plats (utslagen)      |
| 2015 | Hello Hi                 | Dolly Style                   | Emma Nors (t/m), Palle Hammarlund (t/m), Jimmy Jansson (t/m)                                               | 6:e plats (andra chansen) |
| 2015 | One By One               | Rickard Söderberg & Elize Ryd | Elize Ryd (t/m), Jimmy Jansson (t/m), Karl-Ola Kjellholm (t/m), Sharon Vaughn (t/m)                        | 5:e plats (utslagen)      |
| 2016 | Håll om mig hårt         | Panetoz                       | Jimmy Jansson, Karl-Ola Kjellholm, Jakke Erixson, Pa Modou Badjie, Njol Badjie, Nebeyu Baheru              | 8:e plats                 |
| 2017 | One More Night           | Dinah Nah                     | Thomas G:son, Jimmy Jansson, Dinah Nah, Dr Alban                                                           | 5:e plats (utslagen)      |
| 2017 | Bound to Fall            | Les Gordons                   | Jonatan Renström, Albert Björliden, Andreas Persson, Carl Ragnemyr, David Runebjörk, Jimmy Jansson         | 6:e plats (utslagen)      |
| 2018 | Cuba Libre               | Moncho                        | Markus Videsäter, David Strääf, Axel Schylström, Jimmy Jansson, Moncho Monserrat                           | 7:e plats (andra chansen) |
| 2018 | Everyday                 | Méndez                        | Jimmy Jansson, Palle Hammarlund, Leopoldo Méndez                                                           | 12:e plats                |
| 2019 | Mina bränder             | Zeana feat. Anis Don Demina   | Thomas G:son, Jimmy Jansson, Pa Moudou Badjie, Robin Svensk, Anis Don Demina                               | 5:e plats (utslagen)      |
| 2019 | Army of Us               | Andreas Johnson               | Andreas Johnson, Jimmy Jansson, Sara Ryan, Andreas "Stone" Johansson, Sebastian Thott                      | 8:e plats (andra chansen) |
| 2019 | Tempo                    | Margaret                      | Anderz Wrethov, Jimmy Jansson, Laurell Barker, Sebastian von Koenigsegg                                    | 5:e plats (utslagen)      |
| 2019 | Hold You                 | Hanna Ferm & LIAMOO           | Jimmy Jansson, Fredrik Sonefors, Hanna Ferm, Liam Cacatian Thomassen                                       | 3:e plats                 |
| 2019 | Habibi                   | Dolly Style                   | Jimmy Jansson, Palle Hammarlund, Robert Norberg                                                            | 5:e plats (utslagen)      |
| 2020 | Ballerina                | Malou Prytz                   | Thomas G:son, Peter Boström, Jimmy Jansson                                                                 | 5:e plats (andra chansen) |
| 2020 | Take A Chance            | Robin Bengtsson               | Jimmy Jansson, Karl-Frederik Reichhardt, Marcus Winther-John                                               | 8:e plats                 |
| 2020 | Vamos Amigos             | Mendez feat. Alvaro Estrella  | Palle Hammarlund, Jimmy Jansson, Jakke Erixson, Leo Mendez                                                 | 11:e plats                |
| 2020 | Piga & dräng             | Drängarna                     | Anders Wigelius, Robert Norberg, Jimmy Jansson                                                             | 7:e plats (andra chansen) |
| 2020 | Winners                  | Mohombi                       | Jimmy Jansson, Mohombi, Palle Hammarlund                                                                   | 12:e plats                |
| 2020 | Brave                    | Hanna Ferm                    | David Kjellstrand, Jimmy Jansson, Laurell Barker                                                           | 4:e plats                 |
| 2021 | Rich                     | Julia Alfrida                 | Jimmy Jansson, Melanie Wehbe, Julia Alfrida                                                                | 7:e plats (utslagen)      |
| 2021 | Om allting skiter sig    | Emil Assergård                | Emil Assergård, Jimmy Jansson, Jimmy ”Joker” Thörnfeldt, Anderz Wrethov och Johanna Wrethov                | 5:e plats (utslagen)      |
| 2021 | In the middle            | The Mamas                     | Jimmy Jansson, Robin Stjernberg, Emily Falvey                                                              | 3:e plats                 |
| 2022 | Till Our Days Are Over   | Lillasyster                   | Martin Westerstrand, Ian-Paolo Lira, Jimmy Jansson, Palle Hammarlund                                       | 7:e plats (Semifinal)     |
| 2022 | Bigger Than The Universe | Anders Bagge                  | Anders Bagge, Jimmy Jansson, Peter Boström, Thomas G:son                                                   | andra plats               |
| 2023 | Tattoo                   | Loreen                        | Jimmy "Joker" Thörnfeldt, Loreen, Moa Carlebecker, Peter Boström, Thomas G:son, Jimmy Jansson              | Vinnare                   |
| 2023 | One Day                  | Mariette                      | Thomas G:son, Jimmy Jansson, Mariette Hansson                                                              | 8:e plats                 |
| 2023 | Släpp alla sorger        | Nordman                       | Thomas G:son, Jimmy Jansson                                                                                | 11:e plats                |
| 2023 | On my way                | Panetoz                       | Anders Wigelius, Jimmy Jansson, Daniel Nzinga, Nebeyu Baheru, Njol Badjie, Pa Modou Badjie, Robert Norberg | 10:e plats                |
| 2023 | Edelweiss                | Signe & Hjördis               | Jimmy Jansson, Anderz Wrethov, Myra Granberg                                                               | 5:e plats (utslagen)      |